# Ludger Szklarski
Ludger Mirosław Szklarski (ur. 26 marca 1912 w Jekaterynówce, zm. 19 lipca 2003 w Krakowie) – polski inżynier i wynalazca, elektromechanik i automatyk, wykładowca Akademii Górniczo-Hutniczej, członek rzeczywisty Polskiej Akademii Nauk, członek czynny Polskiej Akademii Umiejętności.

## Życiorys
Urodził się w miejscowości Jekaterynówka, w okolicach Charkowa na Ukrainie. Pochodził z polskiej rodziny: jego dziadek Mikołaj, powstaniec styczniowy, został zesłany na Syberię, ojciec Feliks Szklarski był inżynierem górnikiem, pracującym w kopalniach Donbasu. Po objęciu przez niego profesury w Instytucie Górniczym w Leningradzie, przeniósł się tam wraz z rodziną. Po ukończeniu gimnazjum rozpoczął studia na Wydziale Elektromechanicznym Instytutu Górniczego, które ukończył w 1934 roku. Po okresie pracy w kopalniach oraz biurze projektowym w Leningradzie, w 1940 roku uzyskał stopień kandydata nauk w Instytucie Górniczym w Moskwie. W grudniu 1940 roku został wysłany do Lwowa, gdzie objął stanowisko docenta na Politechnice, z zadaniem przetłumaczenia na język rosyjski prac profesora Kazimierza Bartla. Po zajęciu Lwowa przez Niemców, pracował jako elektromonter. W 1944 roku wyjechał do Limanowej.
W marcu 1945 roku zgłosił władzom Akademii Górniczej w Krakowie chęć podjęcia pracy na uczelni. Został skierowany do Katedry Części Maszyn, kierowanej przez profesora Jana Krauzego. Po nostryfikacji dyplomu, do czerwca 1946 roku uzyskał stopień doktora i habilitację (zatwierdzoną w październiku następnego roku). Uczestniczył w tworzeniu Wydziału Elektro-Mechanicznego, gdzie objął stanowiska zastępcy profesora, a następnie docenta. W 1948 roku został profesorem nadzwyczajnym AGH. Po podziale Wydziału Elektro-Mechanicznego w 1952 roku został kierownikiem Katedry Elektryfikacji Urządzeń Górniczych na Wydziale Elektryfikacji Górnictwa i Hutnictwa. W 1957 roku otrzymał tytuł profesora zwyczajnego. W latach 1957–1958 oraz 1963–1966 był dziekanem Wydziału Elektryfikacji Górnictwa i Hutnictwa (po zmianie nazwy Wydziału Elektrotechniki Górniczej i Hutniczej). Po reorganizacji uczelni w 1970 roku został kierownikiem Zakładu Automatyki Urządzeń Górniczych oraz wicedyrektorem do spraw nauki Instytutu Automatyki Napędu i Urządzeń Przemysłowych.
W działalności naukowej zajmował się między innymi problematyką automatyki i dynamiki napędu elektrycznego, sterowaniem cyfrowym napędów górniczych oraz optymalizacją napędów przekształtnikowych. W 1948 roku, wraz z Mieczysławem Jeżewskim i Zygmuntem Kaweckim opracował konstrukcję defektoskopu magnetycznego do badania lin stalowych. Wspólnie z profesorami Władysławem Dudkiem i Józefem Machowskim napisał monografię Trakcja elektryczna w kopalni. Jego dorobek naukowy obejmuje 263 publikacje, w tym 56 książek oraz 14 patentów krajowych i zagranicznych (m.in. USA, RFN i Austria).
W 1969 roku został powołany na członka korespondenta, w 1983 roku członka rzeczywistego Polskiej Akademii Nauk, w 1986 roku na członka czynnego Polskiej Akademii Umiejętności. W latach 1966–1992 był przewodniczącym Sekcji Napędu Elektrycznego Komitetu Elektrotechniki PAN, w latach 80. także Sekcji Cybernetyki Górniczej Wydziału Nauk o Ziemi i Nauk Górniczych PAN. W 1993 roku otrzymał doktorat honorowy Akademii Górniczo-Hutniczej, rok później został doktorem honoris causa Instytutu Górniczego w Petersburgu, zaś w 1999 Wyższej Szkoły Górniczej w Ostrawie.
Na emeryturę przeszedł w 1982 roku, pozostając przez kolejne lata czynnym naukowo. Należał do stowarzyszeń naukowych, był między innymi członkiem honorowym Polskiego Towarzystwa Elektrotechniki Teoretycznej i Stosowanej (PTETiS) oraz członkiem Polskiego Towarzystwa Cybernetycznego.
Zmarł 19 lipca 2003 w Krakowie, pochowany na cmentarzu Rakowickim (kwatera VI-16-21).

## Ordery i odznaczenia
- Krzyż Komandorski Orderu Odrodzenia Polski (23 kwietnia 2002)[3]
- Krzyż Oficerski Orderu Odrodzenia Polski (1981)[4]
- Krzyż Kawalerski Orderu Odrodzenia Polski[5]
- Złoty Krzyż Zasługi (22 lipca 1951)[6]
- Medal 40-lecia Polski Ludowej[5]
- Medal 10-lecia Polski Ludowej (15 stycznia 1955)[7]
- Odznaka tytułu honorowego „Zasłużony Nauczyciel PRL”[5]
- Złota Odznaka ZNP[5]
- Złota Odznaka honorowa SEP (1983)[4]
- Medal im. prof. Mieczysława Pożaryskiego (1978)[4]
- Medal im. Stanisława Bielińskiego „Za wkład w rozwój Oddziału Krakowskiego SEP” (1992)[8]

## Nagrody
- Nagroda Państwowa II stopnia (zespołowa) za opracowanie i opatentowanie defektoskopu magnetycznego do badania kopalnianych lin nośnych (1949)
- Nagroda Państwowa III stopnia (zespołowa) za opracowanie systemu centralnego sterowania i blokady kolei kopalnianych (1951)
- nagroda Ministerstwa Szkolnictwa Wyższego II stopnia w dziedzinie dydaktyczno-wychowawczej (1963)
- nagroda Ministra Szkolnictwa Wyższego za osiągnięcia naukowe przedstawione na III Krajowej Konferencji Automatyki (1964)
- nagroda zespołowa I stopnia Ministra Nauki i Szkolnictwa Wyższego
- nagroda zespołowa II stopnia Ministra Edukacji Narodowej za publikacje książkowe (1990)

Źródło: Patroni Roku 2022 z Akademii Górniczo-Hutniczej. Charakterystyka sylwetki i osiągnięć prof. Ludgera Szklarskiego.